# كاثرين راسيل
كاثرين راسيل (بالإنجليزية: Catherine Russell)‏ هي ممثلة بريطانية، ولدت في 17 أبريل 1965 في لندن في المملكة المتحدة.

## وصلات خارجية
- الموقع الرسمي
- كاثرين راسيل على موقع IMDb (الإنجليزية)
- كاثرين راسيل على موقع قاعدة بيانات الفيلم (الإنجليزية)